# 新垣まゆみ
新垣 まゆみ（あらかき まゆみ、スペイン語: Mayumi Arakaki）は、ボリビアの政治家。社会民主運動党（MDS、民主党）所属のオキナワ村議会議員（1期）。サンタクルス県オキナワ村議会議長。日系ボリビア人2世。

## 人物・来歴
第19次移民として移住した沖縄県島尻郡与那原町出身の新垣眞永・和子の三女として、ボリビア共和国（当時）サンタクルス県オキナワ移住地で生まれ育った。「地元が好き」と語る。長男は新垣眞、次男は新垣慶レネール。
学生時代の一部を日本で過ごしており、まず中学3年生として群馬県の伊勢崎市立赤堀中学校に転校し、入学から卒業まで群馬県前橋市の明和高等学校で修学した。
高校卒業後は栃木県宇都宮市のアイシン電子工業で機械部品の組み立てや検査に従事した後、ボリビアに帰国する直前には宇都宮市のとちぎ国際交流センターでスペイン語通訳を必要とする在日外国人を案内していた。
2021年3月7日、オキナワ村議会議員選挙に社会民主運動党（MDS、民主党）所属で出馬し、初当選。オキナワ村議会議長に就任。議員としての在任期間中に、汚職と戦い、健康、教育、治安を改善し、雇用を創出することで、オキナワ村を発展させ、オキナワをボリビアでモデルとなる自治体にしたいとの抱負を述べた。